# Die großen Phantastic-Comics
Die großen Phantastic-Comics war eine Comic-Reihe im Album-Format, die von April 1980 bis 1987 im Ehapa Verlag Stuttgart erschien.
In der Reihe wurden Episoden der (Fantasy-)Serien Amethyst (4 Bände), Arok (6 Bände), Black Dragon (1 Band), Camelot 3000 (6 Bände), Storm (15 Bände), Sumpfding (1 Band), Taar (10 Bände) und Warlord (15 Bände) veröffentlicht.

## Liste der Ausgaben
| Band | Reihe        | Titel                                |
| ---- | ------------ | ------------------------------------ |
| 1    | Warlord      | Der Kämpfer                          |
| 2    | Taar         | Der Rebell                           |
| 3    | Storm        | Das verschwundene Meer               |
| 4    | Warlord      | Die Schlacht der Bestien             |
| 5    | Taar         | Das Licht des Lebens                 |
| 6    | Storm        | Die neue Welt                        |
| 7    | Warlord      | Teufel aus Eisen                     |
| 8    | Taar         | Die Herrscher der Höhlenwelt         |
| 9    | Storm        | Das Volk der Wüste                   |
| 10   | Warlord      | Der Schneedämon schlägt zu           |
| 11   | Taar         | Der Traum des Magiers                |
| 12   | Storm        | Die grüne Hölle                      |
| 13   | Warlord      | Das Zauberschwert des Hexenmeisters  |
| 14   | Taar         | Festung des Schweigens               |
| 15   | Storm        | Kampf um die Erde                    |
| 16   | Warlord      | In den Fängen des Dämonen            |
| 17   | Taar         | Das Rätsel der goldenen Sanduhr      |
| 18   | Storm        | Das Geheimnis der Neutronenstrahlen  |
| 19   | Warlord      | In der Falle der Verräter            |
| 20   | Taar         | Die versunkene Stadt                 |
| 21   | Storm        | Die Legende von Yggdrasil            |
| 22   | Warlord      | Die zwei Gesichter des Travis Morgan |
| 23   | Taar         | Halsband des Todes                   |
| 24   | Camelot 3000 | Der König lebt                       |
| 25   | Arok         | Sohn des Donners                     |
| 26   | Amethyst     | Entführt ins Reich der Edelsteine    |
| 27   | Storm        | Stadt der Verdammten                 |
| 28   | Warlord      | Zweikampf der Doppelgänger           |
| 29   | Camelot 3000 | Angriff der Ungeheuer                |
| 30   | Arok         | Der Baum, der aus der Hölle kommt    |
| 31   | Amethyst     | Das magische Netz von Lord Opal      |
| 32   | Storm        | Die falschen Götter                  |
| 33   | Taar         | Das magische Auge                    |
| 34   | Warlord      | Befreier von Neu-Atlantis            |
| 35   | Camelot 3000 | Im Bann der Hexenschwester           |
| 36   | Arok         | Turnier der Giganten                 |
| 37   | Amethyst     | Kampf um die Freiheit                |
| 38   | Storm        | Piratenplanet Pandarve               |
| 39   | Warlord      | Überfall auf die goldene Stadt       |
| 40   | Camelot 3000 | Verrat in Camelot                    |
| 41   | Arok         | Die Gladiatoren der Höllenwelt       |
| 42   | Amethyst     | Die Spaltung der Juwelenwelt         |
| 43   | Warlord      | In den Strudeln des Zeitstroms       |
| 44   | Camelot 3000 | Die Suche nach dem Heiligen Gral     |
| 45   | Storm        | Im Palast des Schreckens             |
| 46   | Arok         | Der letzte Zentaur                   |
| 47   | Storm        | Die Monster von Aromater             |
| 48   | Camelot 3000 | Bündnis mit den Aliens               |
| 49   | Taar         | Im Reich der Leere                   |
| 50   | Warlord      | Rebellion in der Zukunft             |
| 51   | Arok         | Dämonen des Schicksals               |
| 52   | Storm        | Auf ewiger Reise                     |
| 53   | Storm        | Die Höllenhunde von Marduk           |
| 54   | Black Dragon | Der Ritter des Drachen               |
| 55   | Warlord      | Im Zentrum des Unheils               |
| 56   | Storm        | Der menschliche Planet               |
| 57   | Sumpfding    | Ein Leben für die Ewigkeit           |
| 58   | Warlord      | Gefangen im Teufelskreis             |